# جوئل برای مارآنجلا
جوئل برای مارانجلا (به انگلیسی: Joel Bray Marangella)متولد ۲۲ سپتامبر ۱۹۱۸ در لین (به انگلیسی: Lynn) ماساچوست (به انگلیسی: Massachusetts)، ایالات‌متحده آمریکا است. پدرش فیلیپ آمالفی مارانجلا (به انگلیسی: Phillip Amalfi Marangella)، از یک خانواده بزرگ ایتالیائی بود. مادر جول مارانجلا، ادیث بروکس گاثری در ویرجینیا (به انگلیسی: Edith Brooks Guthrie) آمریکابه دنیا آمد.
در سال ۱۹۶۱، طبق نامه‌ای، چارلز میسون ریمی جوئل مارآنجلا را به عنوان سومین ولی امر بهائی بعد از خود انتخاب نمود. در سال ۱۹۶۵ میسون ریمی، مارآنجلا را به عنوان رئیس دومین شورای بین‌المللی بهائیان تحت نظر ولی امر دوم بهائیت برگزید و پس از آن، مارآنجلا در سال ۱۹۶۹ در حالی که میسون ریمی در قید حیات بود، زمان را برای عملی کردن نامه جانشینی میسون ریمی جایز دانست و خود را ولی امر سوم بهائیت معرفی نمود. مارانجلا پس از میسون ریمی، شاخه‌ای از بهائیت را تأسیس نمود تحت عنوان بهائیان ارتدوکس. جوئل مارآنجلا در سال ۱۹۶۸، به پرت استرالیا عزیمت نمود. وی در سال ۲۰۰۶ نصرت‌الله بهرمند را به عنوان ولی امر چهارم بهائیان برگزید و در سال ۲۰۱۳ در سن نود و پنج سالگی از دنیا رفت.

## تاریخچه
خانواده فیلیپ پدر جوئل مارآنجلا در حالی که فیلیپ حدود چهارسال سن داشت به آمریکا مهاجرت نمودند. در جوانی نسبت به آئین مذهبی آبا و اجدادی اش احساس نارضایتی کرد و بدین ترتیب به تحقیقات گسترده‌ای دست زد. در سیر تحقیقتات خود، در کتابخانه عمومی شهر نیویورک به کتابی برخورد که در مخالفت با آئین بهائی نوشته شده بود. این امر باعث شد که به تحقیق بیشتر در خصوص این آئین بپردازد. مطالعات و بررسی‌های بعدی او نهایتاً منجر به گرویدن فیلیپ به آیین بهائی گردید. در این زمان جول مارانجلا هنوز کودک بود. مادر جول مارانجلا نیز پیش از آشنایی با فیلیپ مارانجلا، مشغول تحقیق در مورد ادیان بود. بررسی‌های ادیث نیز باعث شد که وی نیز به همراه همسرش به آئین بهائی بگرود. از این رو، جول در سـِنین کودکی با اصول آئین بهایی آشنا شد.
در خلال این سال‌ها مارانجلا در هر تابستان چند ماه را در گرین آکر(به انگلیسی: Green Acre)، الیوت (به انگلیسی: Eliot)، ماین(به انگلیسی: Maine) اولین مدرسه تابستانی بهاییان که در اوایل قرن بیستم تأسیس شده بود، می‌گذراند. بازدید عبدالبهاء از این محل، در زمان مسافرتش به آمریکا در سال ۱۹۱۲، به نوعی بر اهمیت این مدرسه برای بهائیان افزود. مکان مدرسه در حدود پنج کیلومتر با اقیانوس و رودخانه پیسکاتاکو(به انگلیسی: Piscataqua) فاصله دارد. اولین بازدید جول از گرین آکر زمانی بود که او دو سال بیشتر نداشت. پس از آن، و در زمانی که پدرش به پورتسموث(به انگلیسی: Portsmouth) عزیمت کرد، ویلای تابستانی را در گرین آکر بنا نمود. بدین ترتیب جول در خلال تابستان‌ها نسبت به افرادی که به عنوان میهمان به مسافرخانه گرین آکر می‌آمدند، مدتی طولانی‌تر در آن محل اقامت داشت. بدین ترتیب او در کلاس‌ها و سخنرانی‌هایی که در مدرسه برگزار می‌شد شرکت کرد و با اولین معتقدین به آئین بهائی در آمریکا که اغلب آن‌ها نه تنها عبدالبهاء را در سفرش به آمریکا، بلکه وی را در اسرائیل نیز دیدار کرده بودند، آشنا شد. وی همچنین با بعضی از اولین معتقدان به آئین بهائی که به‌طور دائم به گرین آکر نقل مکان کرده بودند آشنا شد، از جمله می‌توان به ماریون جک (به انگلیسی: Marion Jack) اشاره کرد. ماریون خانمی بهایی بود که با دستور شوقی افندی مبنی بر کوچ کردن بهائیان به نقاط مختلف دنیا برای تبلیغ به بلغارستان سفر کرد و تا آخر عمر در آنجا به سر برد. آشنایی و معاشرت مارانجلا با چنین افرادی در ایجاد علاقه و بهائی شدن او تأثیر بسزایی داشت. در سال‌های بعد از آن مارانجلا در بعضی از شهرهای بزرگ آمریکا از جمله بوستون، میامی، شیکاگو، نیویورک، لوس آنجلس و حومه واشینگتن دی سی (روزلین، آرلینگتون، ویرجینیا) اقامت گزید. مارانجلا در سپتامبر سال ۱۹۴۵ با یک دختر بهایی به نام ایرین مری آداکات (به انگلیسی: Irene Marie Aducat) طبق مراسم بهایی در خانه‌ای بنام اور گرین (به انگلیسی: Evergreen Cabin) در غرب انگل وود (به انگلیسی: Englewood)، نیوجرسی (به انگلیسی: New Jersey) ازدواج کرد. آنجا مکانی بود که عبدالبهاء در سفرش به آمریکا در سال ۱۹۱۲ برای گروهی که آنجا جمع شده بودند سخنرانی کرده بود و بهائیان هر ساله در آن مکان جشنی را به یادبود آن زمان بر پا می‌کنند.

### مهاجرت به اروپا
در بهار ۱۹۵۰، در پاسخ به درخواست شوقی افندی و با موافقت وی جول برای مارانجلا و همسرش آیرین به همراه دو فرزندشان جول جانی (به انگلیسی: Joel Jani) و مارک والی (به انگلیسی: Mark Vali) به فرانسه مهاجرت کردند و به مدت هجده سال در آن کشور ساکن بودند، سومین فرزندشان پائول مکس ول (به انگلیسی: Paul Maxwell)، در سال ۱۹۵۳ در فرانسه به دنیا آمد. در ابتدا به مدت چهار سال در پاریس سکونت داشتند و پس از آن در اورلینز (به انگلیسی: Orleans)، ساکن گشتند و سپس عازم سوئیس شدند و پس از آن به مدت بیش از سی سال در پرت (به انگلیسی: Perth) استرالیا، اقامت گزیدند. در رضوان سال ۱۹۵۴ ایادیان امر اروپا، مارانجلا را به عنوان یکی از ۹ معاون خود تحت عنوان هیئت مساعدین جهت تبلیغ در آن سرزمین برگزیدند. آیین بهایی در فرانسه گسترش یافت و او، بعد از خدمت به عنوان رئیس محفل روحانی محلی در پاریس و اورلینز، در اولین کانونشن ملی بهاییان فرانسه که در سال ۱۹۵۸ برگزار شد، شرکت کرد که در این کانونشن، به عنوان عضو اولین محفل روحانی ملی فرانسه انتخاب شد. جوئل برای مارانجلا به عنوان رئیس محفل روحانی فرانسه هم در این دوره و هم در دوره‌های بعدی انتخاب شد. بیانیه مهم و تاریخی میسون ریمی به عنوان دومین پیشوای آئین بهایی در رضوان ۱۹۶۰ توسط این محفل پذیرفته شد. محفل ملی روحانی فرانسه با پذیرش دومین ولی امر به این بیانیه پاسخ داد و از این رو، تنها محفل ملی بود که چارلز میسون ریمی را به عنوان دومین ولی امر آئین بهایی شناخته و پذیرفت.

## فعالیت‌های جوئل مارآنجلا تحت نظارت میسون ریمی
با پذیرفتن ادعای ولایت امرالهی میسون ریمی در سال ۱۹۶۰ توسط محفل ملی فرانسه، مارآنجلا که در آن زمان ریاست این محفل را بر عهده داشت، فعالیت‌های خود را تحت نظارت میسون ریمی آغاز کرد. از این زمان بهائیانی که به شوقی افندی ایمان داشتند، به دو دسته تقسیم شدند. دسته‌ای معتقد بودند که شوقی افندی جانشینی برای خود به جای نگذاشت و گروه دیگر میسون ریمی را جانشین شوقی می‌دانستند. مارآنجلا نیز جزو گروه دوم بود. در سپتامبر ۱۹۶۱ ریمی به عنوان دومین ولی امر آئین بهائی (طبق اعتقاد گروه دوم)، مارانجلا را به عنوان نماینده رسمی خود جهت ملاقات با مسئولین حکومتی دولت اسرائیل منصوب نمود تا به آنان توضیح دهد که او دومین ولی امر آئین بهایی بوده و تحت این عنوان وی را به رسمیت بشناسند. بدین ترتیب میسون ریمی می‌توانست مسئولیت‌های روحانی و وظایف معنوی در شهر حیفا و مرکز اداری آئین بهایی را به عنوان دومین ولی امر منتخب از جانب شوقی افندی به عهده بگیرد. یک ماه بعد مارانجلا، به اسرائیل سفر کرد. وی در این مأموریت دو بار با وزیر امور ادیان و رئیس دپارتمان آیین بهائی در آن وزارتخانه دیدار کرد و درخواست رسمی و مستندات مربوطه در خصوص دومین ولی امر را به آن‌ها ارائه داد. در حال حاضر بهائیان دسته اول، که معتقدند شوقی افندی برای خود جانشینی انتخاب نکرد، مدیریت مرکز جهانی اداری بهائی و دیگر اماکن بهائی در اسرائیل را بر عهده دارند.
مارانجلا در دسامبر سال ۱۹۶۱ از جانب ریمی به عنوان سومین ولی امر آیین بهایی منصوب شد. این انتصاب توسط نامه‌ای به قلم میسون ریمی به مارآنجلا رسید. البته طبق سفارش ریمی جوئل این نامه را تا ۱۹۶۴ باز نکرد. در ۲۱ سپتامبر ۱۹۶۴ میسون ریمی دومین شورای بین‌المللی بهاییان را تشکیل داد و مارانجلا را به ریاست آن منصوب نمود. برای بهائیان معتقد به میسون ریمی و مارآنجلا این انتصاب به معنای تعیین فرد منتخب به عنوان جانشین ولی امرالله می‌باشد. در این زمان بود که مارآنجلا نامه میسون ریمی را که سه سال قبل دریافت کرده بود باز کرد و پیام انتخاب خود به عنوان ولی امر سوم بهائیان را مشاهده کرد. مارآنجلا این پیام را تا سال ۱۹۶۹ منتشر نکرد چرا که میسون ریمی هنوز در قید حیات بود.
مارآنجلا در تابستان ۱۹۶۵، در ملاقاتی که با میسون ریمی در فلورانس ایتالیا داشت، از طرف وی مأمور شد تا اعلامیه‌ای را فراهم نماید و دومین شورای بین‌المللی بهاییان را تشکیل دهد. این بیانیه در نسخه اکتبر ۱۹۶۵ نشریه بشارات (به انگلیسی: The Glad Tidings) که بعداً تبدیل شد به ارگان خبری رسمی بهاییان ارتدکس منتشر گردید. میسون ریمی در این بیانیه امور بهائیان پیرو خود را به مارآنجلا رئیس دومین شورای بین‌المللی بهایی محول نمود. در ۲۱ نوامبر ۱۹۶۹، مارانجلا نامه‌ای برای دوستان خود در سراسر جهان ارسال کرد، و طی آن خود را جانشین مشروع میسون ریمی و سومین ولی امر بهائی معرفی نمود. طرفداران مارآنجلا به بهائیان ارتدوکس معروف هستند. مارانجلا در اول سپتامبر سال ۲۰۱۳ میلادی در سن نود و پنج سالگی در گذشت. وی قبل از مرگ در تاریخ ۲۲ سپتامبر ۲۰۰۶ طی اعلامیه‌ای نصرت‌الله بهره‌مند را به جانشینی خود معرفی کرد. نصرت‌الله بهرمند، بزرگترین پسر دکتر حسن بهرمند از بهائیان با سابقه، در روز ۲۵ اوت ۱۹۴۲ در شیراز به دنیا آمد. در سن چهار سالگی به همراه خانواده به تهران نقل مکان کرد. وی در دانشگاه تهران رشته مدیریت خواند و در وزارت مسکن مشغول به کار شد. نصرت‌الله بهرمند در سال ۱۹۸۸ به استرالیا مهاجرت کرد. اعلامیه جانشینی بهرمند، در تاریخ اول سپتامبر سال ۲۰۱۳ یعنی پس از اعلام خبر مرگ مرانجلا منتشر شد و هم‌اکنون طبق اعتقاد بهائیت ارتدکس نصرت‌الله بهرمند ولی امر چهارم آئین بهائی می‌باشد.

## تالیف‌های جوئل مارآنجلا
مارآنجلا در طول زندگی خود مقالات و کتاب‌هایی را از خود به جای گذاشته است که از جمله می‌توان به موارد زیر اشاره کرد:
- نظم جهانی بهاءالله گسترش می‌یابد. (به انگلیسی: The World Order Of Baha’u’llah Continues To Unfold).[۸]
- شرحی بر الواح وصایای عبدالبهاء، نقش الواح وصایا در عهد بهاءالله. (به انگلیسی: Commentary on the Will and testament of ‘Abdulbaha; The Role of the will and testament in the covenant of Baha’u’llah).[۹]